# Соната для фортепіано (Берг)
Соната для фортепіано Альбана Берга op.1 завершена в 1910 році. Початково твір замислювався як багаточастинний, але тривалий час композитор не міг знайти ідею для наступних частин і врешті, за порадою Арнольда Шенберґа, який сказав «якщо ідея не приходить, значить все вже висловлено», вирішив обмежитися однією.
Хоча формально тональністю сонати є сі мінор (при ключі два дієзи), тональне відчуття у творі нестабільне через рясні хроматизми, використання цілотонових ладів і мінливості тонального центру. Написана у сонатній формі зі значним впливом концепції «розвиваних варіацій», властивій творчості Шенберга.